# Кучерова, Адриана
Адриана Кучерова (словац. Adriana Kučerová; род. 24 февраля 1976, Лученец, Чехословакия) — словацкая оперная певица (сопрано).

## Биография
Адриана Кучерова родилась в семье, не связанной с музыкой. Её отец — техник, мать — экономист. Тем не менее, по словам певицы, вокальный талант она унаследовала от отца, который всегда хорошо пел.
Начала петь с четырёх лет. Сферой музыкальных интересов Адрианы была популярная музыка. По её собственному признанию, первый оперный спектакль она посетила только в 21 год, обучаясь на педагогическом факультете Университета Матея Бела в Банска-Бистрица. Продолжила обучение в Высшей музыкальной школе в Братиславе, Лионской консерватории и Братиславском университете музыки и драмы.
В 2005 году Адриана была принята в труппу Словацкого национального театра в Братиславе.
На фестивале в Равенне в 2006 году Адриана исполнила «Vesperae solemnes de confessore» и «Exsultate, jubilate» Моцарта под управлением дирижёра Риккардо Мути. В том же году на фестивале в Зальцбурге она исполнила партию Серпетты в опере «Мнимая садовница», дирижёром которой был Айвор Болтон. Позже она дебютировала в театре «Ла Скала» в опере «Дидона и Эней». Продолжив сотрудничество со знаменитым миланским театром, Адриана стала широко известна, исполнив партию Мерседес в постановке оперы «Кармен» под управлением Даниэля Баренбойма, в 2009 году снятой для показа на телевидении и в кинотеатрах.
Адриана выступала на сценах театров и фестивалей Opera de Bastille Paris, Santa Cecilia Rome, «Флорентийский музыкальный май», Teatro Carlo Felice Genova, «Ан дер Вин», Houston Grand Opera, Dallas Opera, Glyndebourne Festival & Touring Opera, Salzburg Mozart Wochen, Зальцбургский фестиваль, Ravenna Festival, а также сотрудничала с такими дирижёрами, как Даниэль Баренбойм и Владимир Юровский.
Своим любимым композитором Адриана называет Моцарта, а любимой партией — Илию из его оперы «Идоменей».
По собственному заявлению певицы, её яркая внешность привлекает к ней излишнее внимание, что мешает профессиональной карьере и вызывает ревность не столько со стороны коллег, сколько со стороны режиссёров-женщин, стремящихся сместить её репертуар в область менее значимых ролей.

## Семья
- Сестра-близнец Ивона[3].
- Фактический муж Мартин Дрличка[10].
- Сын Йонаш (2014 г.р.)[10]

## Награды и номинации
- 2001 — лауреат премии Международного конкурса молодых исполнителей в Гамбурге[4]
- 2002 — лауреат International Summer Academy Prague-Vienna-Budapest[4]
- 2005 — Первая премия, а также приз зрительских симпатий на международном конкурсе Hans Gabor Belvedere в Вене[4][11]
- 2005 — Премия Фонда Г. Гюльбенкяна (en:Calouste Gulbenkian Foundation) и театра Ла Скала в Милане[4]

## CD
На последнем CD с участием Адрианы были записаны Вторая симфония Густава Малера в сопровождении Лондонского филармонического оркестра (дирижёр — Владимир Юровский) и Love songs Антонина Дворжака в сопровождении квартета Thymos и Кристофа Эшенбаха (фортепиано).